# Zawada (toponim)
Zawada, Zawady i pokrewne – toponim występujący, współcześnie bądź historycznie, w blisko 300 przypadkach w Polsce, głównie jako nazwa miejscowości lub ich części. M.in. wg Elżbiety Kowalczyk-Heyman, Kazimierza Rymuta najczęściej jest to nazwa kulturowa lub topograficzna, Zawady – w pewnych przypadkach rodowa. Część badaczy stara się odtwarzać jej wczesnośredniowieczne znaczenie, np. Aleksander Gieysztor, uważa ją za nazwę militarno-obronną pochodzącą od rodzaju fortyfikacji lub umocnień, podobnie, choć przytaczając też zdania przeciwne, pisze Jerzy Rajman. Inni (jak Konstanty Damrot, Jerzy Jankowski) dodatkowo uznali, że nazwy tego typu są charakterystyczne dla pogranicza i na podstawie podobnych "toponimów obronnych" próbowano później wykreślać granice terytoriów plemiennych, co jednak spotkało się z ostrzejszą krytyką. Echa militarno-obronnego sensu nazwy dostrzega się też w języku staropolskim, w którym element obronny miecza, rodzaj jelca, określano mianem: myeczewa zawada, jak też i w późniejszych pracach o sztuce fortyfikacji, należących już do domeny historii wojskowości.

## Dalsza etymologia
Według Brücknera nazwa ta ma związek z „wada”, poprzez: wadzić komuś = przeszkadzać komuś. Zawadzić = zahaczyć, zaczepić o coś; w XIX w.: zacząć się wadzić, zacząć zwadę. Pokrewne starosłowiańskiemu vaditi (oskarżać), zavaditi (związać) od prasłowiańskiego *vaditi, *zavaditi, *zavada. Czesław Kosyl zaklasyfikował nazwę Zawada do nazw dwuznacznych i niejasnych. W staropolszczyźnie ma ona kilka znaczeń, obecnie funkcjonuje w sensie dosłownym: przeszkoda terenowa.
Część badaczy uznaje za niewykluczone, że nazwy niektórych z miejscowości (oraz nazwiska) w środkowej i środkowo-wschodniej Europie: Zawada (gwarowe: zåwada), Zawady, Zawadka, Závada, Завада, Sowade, kaszb. Zawadô mogły powstać od „nazw obronnych” tego typu.

## Krytyka tez o militarnym, obronnym lub granicznym charakterze nazwy
W latach 50. i 60. XX wieku wśród badaczy panowało przekonanie o związku "Zawad" z grodami, aby je zweryfikować w pracy Elżbiety Kowalczyk, z 1992 roku, zebrano łącznie blisko 300 tego typu toponimów (Zawada i pokrewne), potencjalne grody zlokalizowano tylko w czternastu przypadkach, ostatecznie te z wczesnego średniowiecza potwierdzono zaledwie w czterech. Jak dowiedziono m.in. na podstawie map z XVIII i XIX wieku oraz starszych źródeł pisanych dwanaście nazw okazało odnosić się bezpośrednio do karczem, 37 do młynów, a w miejscowościach o takich nazwach obiekty te były stosunkowo liczniejsze, część nazw dotyczyło najpewniej karczowisk. Także w języku staropolskim doszukano się związku wyrazu zawada: z rodzajem tamy lub jazu (występującego często jako część młyna wodnego), najczęściej budowanego z pali wbijanych w dno rzeki – taka konstrukcja mogła zaledwie przypominać budowanie palisady w pobliżu fosy. Jak się więc okazuje archeologiczne badania i nowe metody datowania nie potwierdzają tezy o każdorazowym istnieniu struktur militarno obronnych w pobliżu miejsc o takich lub pokrewnych nazwach, a istniejące w literaturze przedmiotu próby określania wczesnośredniowiecznego znaczenia tego typu nazw wymagają krytycznego opracowania. Podobnie Jerzy Nalepa, tezy o wczesnośredniowiecznym militarno-obronnym charakterze nazwy, uważa za niedostatecznie udowodnione. Według krytycznych prac toponim ten to określenie abstrakcyjne, tak jak współcześnie, nie oznaczające żadnej konkretnej przeszkody. Bez pewności czym dane Zawady były (archeologia jest nauką, która to stara się weryfikować) ani kiedy nazwy tego typu powstały, zbyt ogólne wykorzystywanie ich (np. do odtwarzania granic plemiennych) jest nieuprawnione.

## Prace archeologiczne i zabytkowe fortyfikacje
Niektóre z licznych miejscowości o takiej nazwie są miejscami niekoniecznie wczesnośredniowiecznych znalezisk archeologicznych, m.in.:
1. Zawada (gmina Dębica) – znajduje się tu obronny zamek Ligęzów z XVII w.
2. Zawada (gmina Głogówek) – osada[38]
3. Zawada (gmina Tarnów) – fundamenty grodzisk i zamki na przestrzeni wieków w okolicy Góry św. Marcina, legendy mówią o pobliskiej lokalizacji pogańskiego chramu[39]
4. Zawada (gmina Połaniec) – „Osada kultury łużyckiej grupy tarnobrzeskiej w Zawadzie gm. Połaniec” (Bolesława Chomentowska, Rzeszów 1989)
5. Zawada (gmina Turawa) – „Wczesnośredniowieczny gródek palisadowy”[40]
6. Zawada (gmina Zielona Góra) – „Wczesnośredniowieczna osada”[41]
7. Zawada Lanckorońska (gmina Zakliczyn) – prowadzone są tu prace archeologiczne odkrywające fundamenty wczesnośredniowiecznych struktur obronnych[42].
8. Zawada Pilicka – osady[43][44]
9. Paština Závada (Słowacja) – odkryto tu siedlisko kultury puchowskiej i słowiańskiej z VII – VIII wieku[45][46].
10. Zawady (gmina Zbuczyn) – cmentarzysko szkieletowe, należące do zespołu osadniczego wraz z pobliskim wczesnośredniowiecznym (VII-XIII w.) grodziskiem we wsi Krzesk-Królowa Niwa[47]
11. Zawady (gmina Chynów) – osada.[48]

Szczegółowa lista zabytków archeologicznych portalu NID zawiera kilkaset pozycji związanych z miejscami o rozważanych nazwach.